# Allium caput-medusae
Allium caput-medusae är en amaryllisväxtart som beskrevs av Airy Shaw. Allium caput-medusae ingår i släktet lökar, och familjen amaryllisväxter. Inga underarter finns listade i Catalogue of Life.